# Parafia Matki Bożej Pocieszenia w Wierzchosławicach
Parafia pw. Matki Bożej Pocieszenia w Wierzchosławicach – rzymskokatolicka parafia w diecezji tarnowskiej w dekanacie wojnickim. Erygowana najprawdopodobniej pomiędzy 1223 a 1230 r. jako parafia pw. św. Wojciecha. W latach 1494-1498 na wniosek kasztelana Jana Amora Tarnowskiego zdegradowana do roli wikarii wieczystej na rzecz kolegiaty tarnowskiej. Od ok. 1786 roku stopniowo przywracano jej status samodzielnej parafii. Od początku prowadzą ją księża diecezjalni. Od XV do XVIII wieku we własnym budynku i z własnym nauczycielem działała przy kościele szkoła elementarna ucząca dzieci czytania, pisania i śpiewu kościelnego. 